# Fuerza Aérea Hondureña
La Fuerza Aérea Hondureña (FAH)  es la rama de las Fuerzas Armadas de Honduras que se encarga de la Guerra aérea. La cual tiene como misión proteger el espacio aéreo del territorio de la República de Honduras, así como brindar apoyo a la ciudadanía y ponerse a la orden de la Comisión Permanente de Contingencias (COPECO) en eventos de desastres naturales, traslado de maquinaria logística y cooperación con el Cuerpo de Bomberos de Honduras en la lucha contra incendios.También sirvió durante la Segunda Guerra Mundial para vigilar las costas del Caribe.

## Historia

### Década de 1920

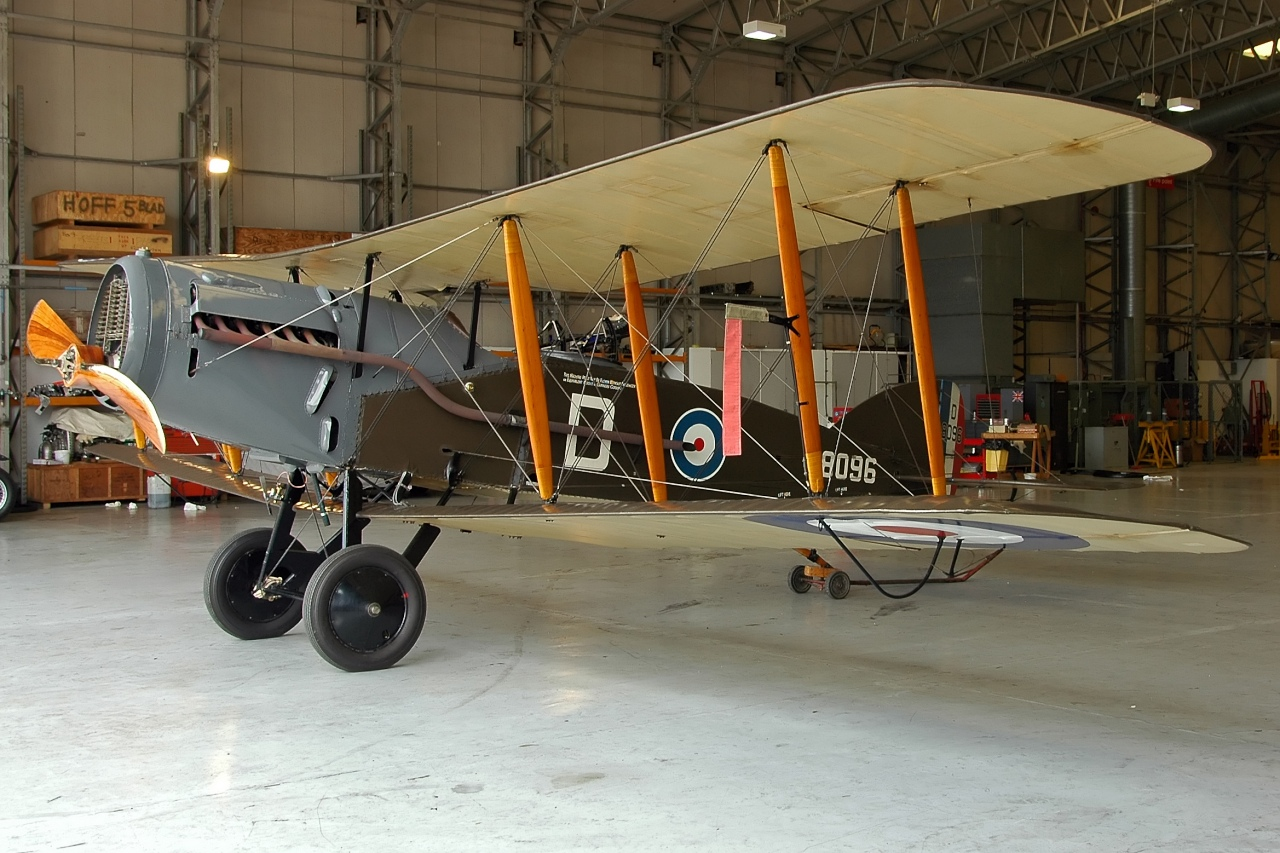
El piloto estadounidense Dean Iván Lamb realizó el primer vuelo en Honduras un 18 de abril de 1921 en un Avión Bristol F2B de fabricación inglesa.

Durante la guerra civil de 1924, las fuerzas rebeldes contrataron aviadores excombatientes de la Primera Guerra Mundial para realizar ataques aéreos a la ciudad de Tegucigalpa mediante la utilización del aeroplano "Bristol", es así que a partir de estos sucesos fratricidas, nace la unión ejército-aviación en el país Centroamericano.

### Década de 1930

#### Creación de la primera escuela de aviación
En 1931 los diputados del soberano Congreso Nacional determinaron la necesidad de que la nación tuviera una fuerza aérea para la vigilancia y defensa del espacio aéreo hondureño, con el objetivo de satisfacer esta necesidad se promulgó el Decreto N. 198 y bajo la administración del doctor Vicente Mejía Colindres es que es creada oficialmente la Escuela Nacional de Aviación, con su respectivo reglamento. Más tarde, en 1933 siendo presidente de la república el doctor y general Tiburcio Carías Andino es quien da el primer impulso para la creación de una aviación militar, para tal efecto, el gobierno hondureño adquiere tres aviones tipo Stinson Detroiter que fueron comprados y trasladados de los Estados Unidos de América y que fueron los primeros en operar efectivamente para la rama aeronáutica. Seguidamente, en 1938 la recién creada Fuerza Aérea, recibe tres nuevos aviones de tipo North American NA-16, con los cuales la nueva Escuela Militar de Aviación (EMA) gradúa a la primera promoción de nueve pilotos aviadores y militares quienes forjaron el semillero de lo que en la actualidad es la Fuerza Aérea Hondureña. 

### Década de 1940

#### Época de la aviación de turbo-hélice
La Fuerza Aérea Hondureña en sus inicios estuvo dirigida profesionalmente por tres pilotos estadounidenses hasta el mes de julio de 1947, cuando el coronel de aviación Hernán Acosta Mejía se convierte en el primer hondureño en ocupar dicho cargo, mismo que desempeñó hasta el 13 de mayo de 1955.

#### Intervención en la Segunda Guerra Mundial
Luego del ataque a Pearl Harbour, en diciembre de 1941, y apoyando al gobierno de los Estados Unidos, Honduras declara la guerra al Imperio de Japón y pocos días después a la Alemania nazi e Italia, durante el conflicto la FAH se dedicó al patrullaje antisubmarino en las aguas del mar Caribe y cercanías al golfo de México desde 1942, utilizando para ello los aparatos tipo North American NA-16 y los Boeing 40 modificados para lanzar bombas.
Entre 1942 a 1945, la FAH es equipada con aviones procedentes de la USAF y de la Real Fuerza Aérea Canadiense, cinco Lockheed P-38 Lightning y cinco Bell P-63 Kingcobra, y diez Vultee BT-13A Valiant.

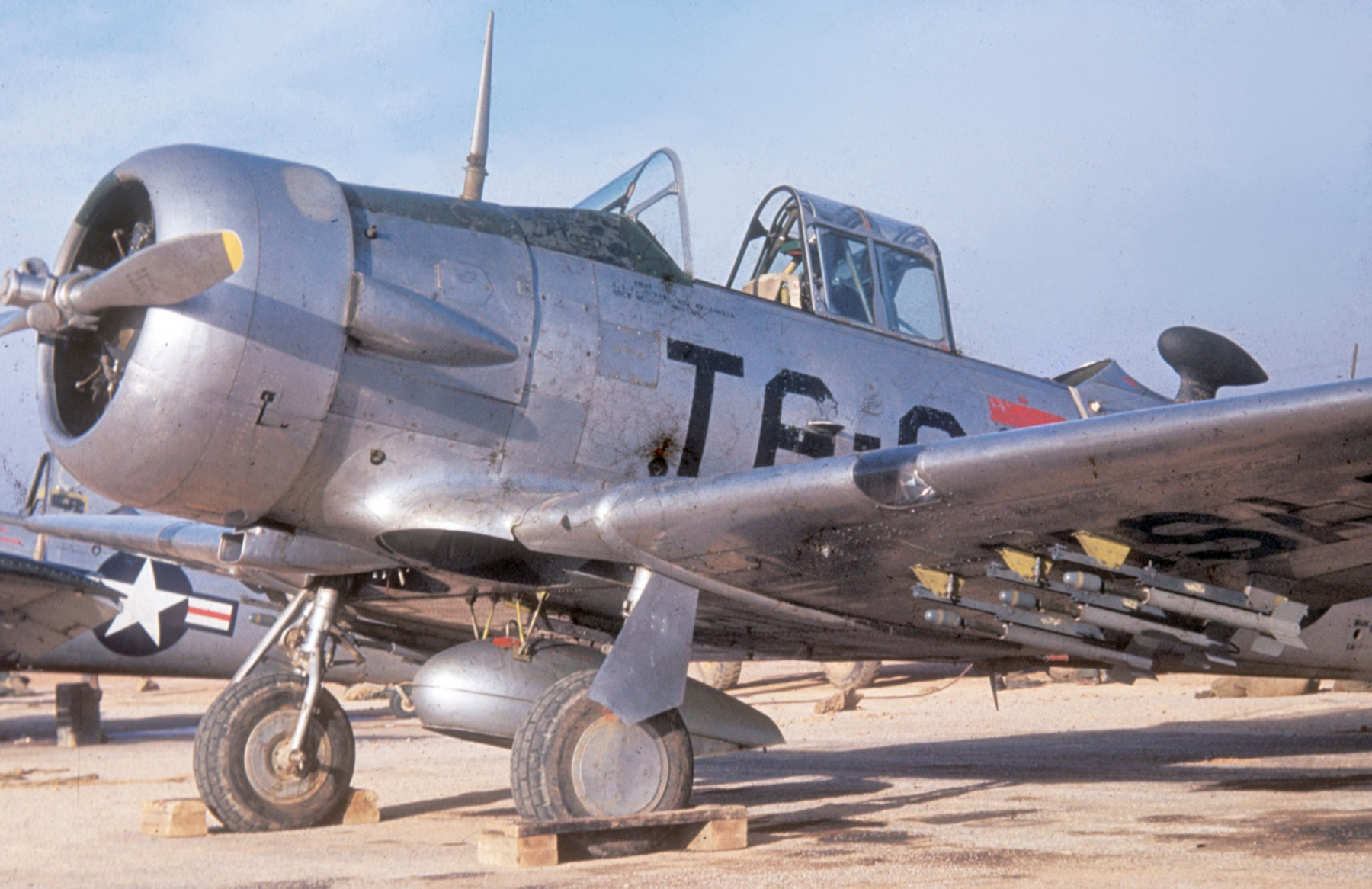
Entre 1947 y 1954, Honduras adquirió 13 aviones North American T-6 "Texan" que sirvieron en la Fuerza Aérea Hondureña llegando a volar durante alrededor 35 años cuando fueron finalmente retirados del servicio aéreo en 1982

En 1947, el gobierno hondureño decidió adquirir 6 aviones de caza North American T-6 "Texan" de fabricación estadounidense. Las aeronaves llegaron a Honduras el 27 de noviembre de ese mismo año y estaban conformadas por un avión del modelo AT-6A (FAH-200), uno en el modelo AT-6C (FAH-204), otro en el modelo SNJ-3 (FAH-205) y finalmente los otros 3 aviones restantes (FAH-201, FAH-202 Y FAH-203) fueron del modelo SNJ-4.

### Década de 1950

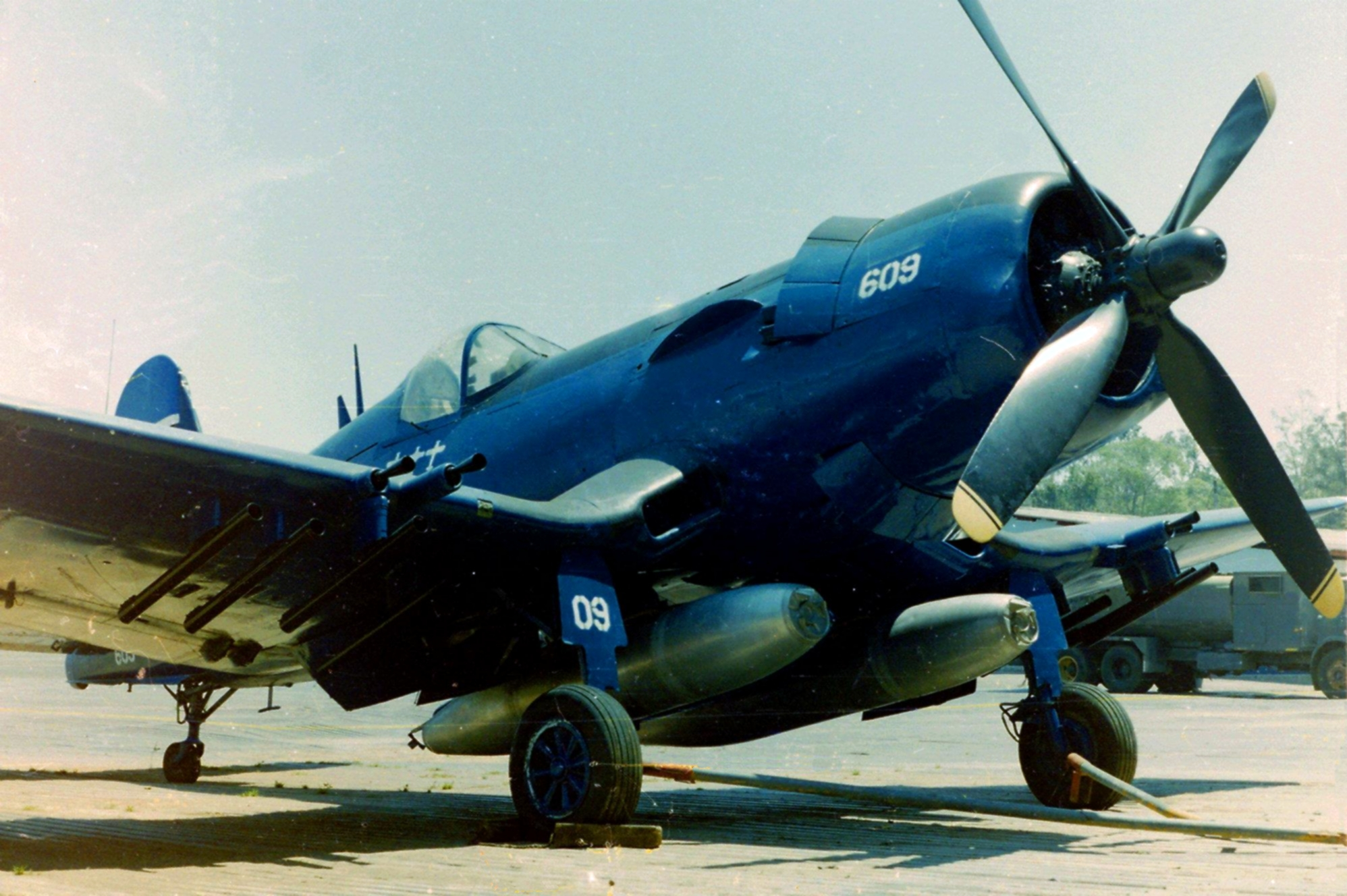
Fotografía del avión hondureño de caza FAH-609 Chance Vought F4U "Corsair" conocido también en Honduras como "Corsario" el cual participó en 1969 en la Guerra del Fútbol contra El Salvador. Cabe mencionar que entre 1956 y 1961, Honduras adquirió hasta 19 aviones de este modelo que llegaron a volar durante 26 años en la Fuerza Aérea Hondureña hasta su retirada final del servicio aéreo en 1982.

El 9 de marzo de 1954 arribó a Honduras un segundo lote de 7 aviones North American T-6 "Texan" pero en la versión T-6G que a diferencia del primer lote, estos últimos aviones T-6 eran solo para entrenamiento de pilotos y en las series FAH-206, FAH-207, FAH-208, FAH-209, FAH-210, FAH-211 Y FAH-250.
En noviembre de 1953 se adquirió un avión de transporte ligero de pasajeros Lockheed Modelo 10 Electra en la versión UC-36A al cual se le bautizó con la matrícula FAH-104 y estuvo volando durante 7 años siendo retirado del servicio en 1960.
El gobierno del presidente Julio Lozano Díaz decidió fortalecer la capacidad combativa de la Fuerza Aérea Hondureña (FAH) y para lograr aquel objetivo decidió adquirir de Estados Unidos unos 19 aviones de caza Chance Vought F4U "Corsair", los cuales llegaron a Honduras en 6 lotes entre 1956 y 1961. El primer lote de estas aeronaves "Corsair F4U" llegaron por primera vez a la ciudad de Tegucigalpa un 7 de marzo de 1956 en las series FAH-601 y FAH-602. El segundo lote estaba conformado por 7 aeronaves que llegaron algunos días después a Honduras el 27 de marzo de 1956, entre ellos se encontraban el FAH-603, FAH-604, FAH-605, FAH-606, FAH-607, FAH-608 y el FAH-609. El tercer lote estuvo compuesto solamente por una sola aeronave (el FAH-610) que llegó el 5 de noviembre de 1958.
En diciembre de 1956 se compró también 3 aeronaves Consolidated P4Y-2 "Privateer" los cuales eran unos aviones bombarderos de patrulla marítima que operaron por 17 años en la fuerza aérea con las matrículas FAH-792, FAH-794 Y FAH-796, siendo finalmente retirados en 1973.

#### Guerra de Mocorón (1957)
En mayo de 1957 comenzaron a suscitarse pequeños enfrentamientos bélicos entre Honduras y Nicaragua por el territorio en litigio conocido como la Mosquitia en donde se estrenaron los nuevos aviones hondureños "Corsair", desempeñando un papel importante en dicho conflicto de pequeña duración y casi sin víctimas fatales.  

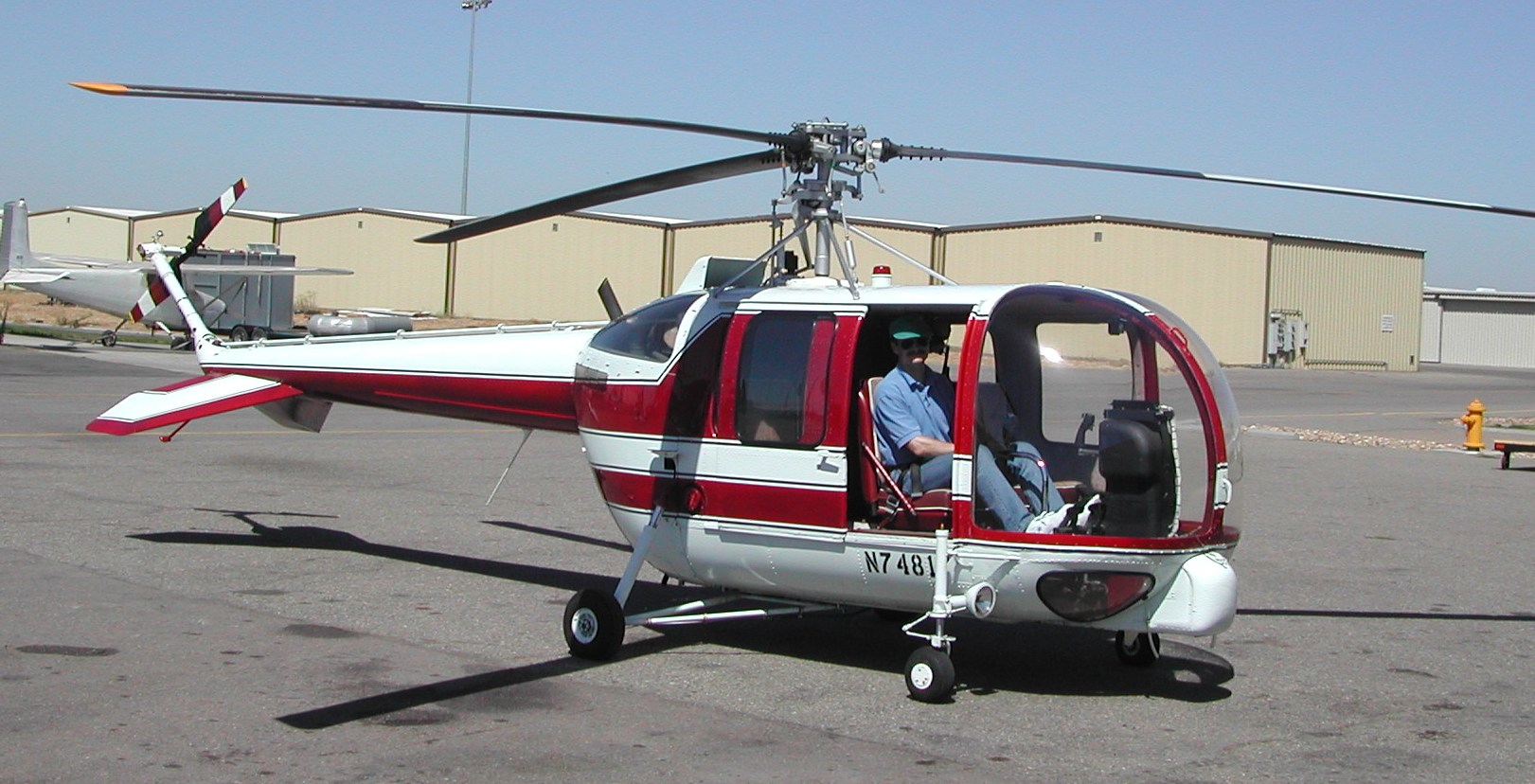
En 1958, Honduras adquirió un Sikorsky S-52-2 que se convirtió en el primer helicóptero hondureño. Estuvo en servicio en la Fuerza Aérea Hondureña durante 7 años hasta 1965.

En el año 1958 el gobierno hondureño también compró aviones de transporte de la época adquiriendo de la empresa estadounidense Sikorsky Aircraft una nave de ala rotatoria Sikorsky S-52-2 con la serie FAH-814 que se convertiría en el primer helicóptero hondureño. Ese mismo año se decidió reforzar también el transporte aéreo, adquiriendo 3 aviones Douglas C-54 "Skymaster" que estuvieron en servicio durante 25 años hasta 1983, así como también se adquirió un avión Curtiss C-46 "Commando" que fue retirado en 1962 y un avión Fairchild C-82A "Packet" que voló durante 5 años siendo retirado en 1963. Al año siguiente, en 1959 se adquirieron 4 avionetas Cessna 180 que en la actualidad uno de ellos aún continua en servicio en la FAH.

### Década de 1960
La década comienza con el arribo de nuevas aeronaves cuando el 9 de febrero de 1960 llegó a Honduras el cuarto lote de aviones de caza F4U "Corsair" compuesto por otras 3 aeronaves, entre los que se encontraba el FAH-611, el FAH-612 y el FAH-613. Solo un mes después, el 24 de marzo de 1960 llegó el avión FAH-614 y ya finalmente al año siguiente llegaría a la capital hondureña el sexto y último lote de estas aeronaves denominadas Chance Vought F4U "Corsair" el cual estuvo compuesto por 4 aviones, entre ellos el FAH-615, el FAH-616, el FAH-617 y el FAH-618, aterrizando en el país un 22 de diciembre de 1961 Ese mismo año se compraría también un pequeño avión triplaza de turismo Piper PA-12 "Super Cruiser", aunque solo volaría por un año hasta 1962.     
El año 1962 la FAH adquirió 6 avionetas Cessna 185 "Skywagon" de los cuales hasta la actualidad solamente una nomás sigue volando. Tres años después, ya en 1965 entró en servicio un avión de transporte bimotor monoplano Piper PA-23 "Apache 235"

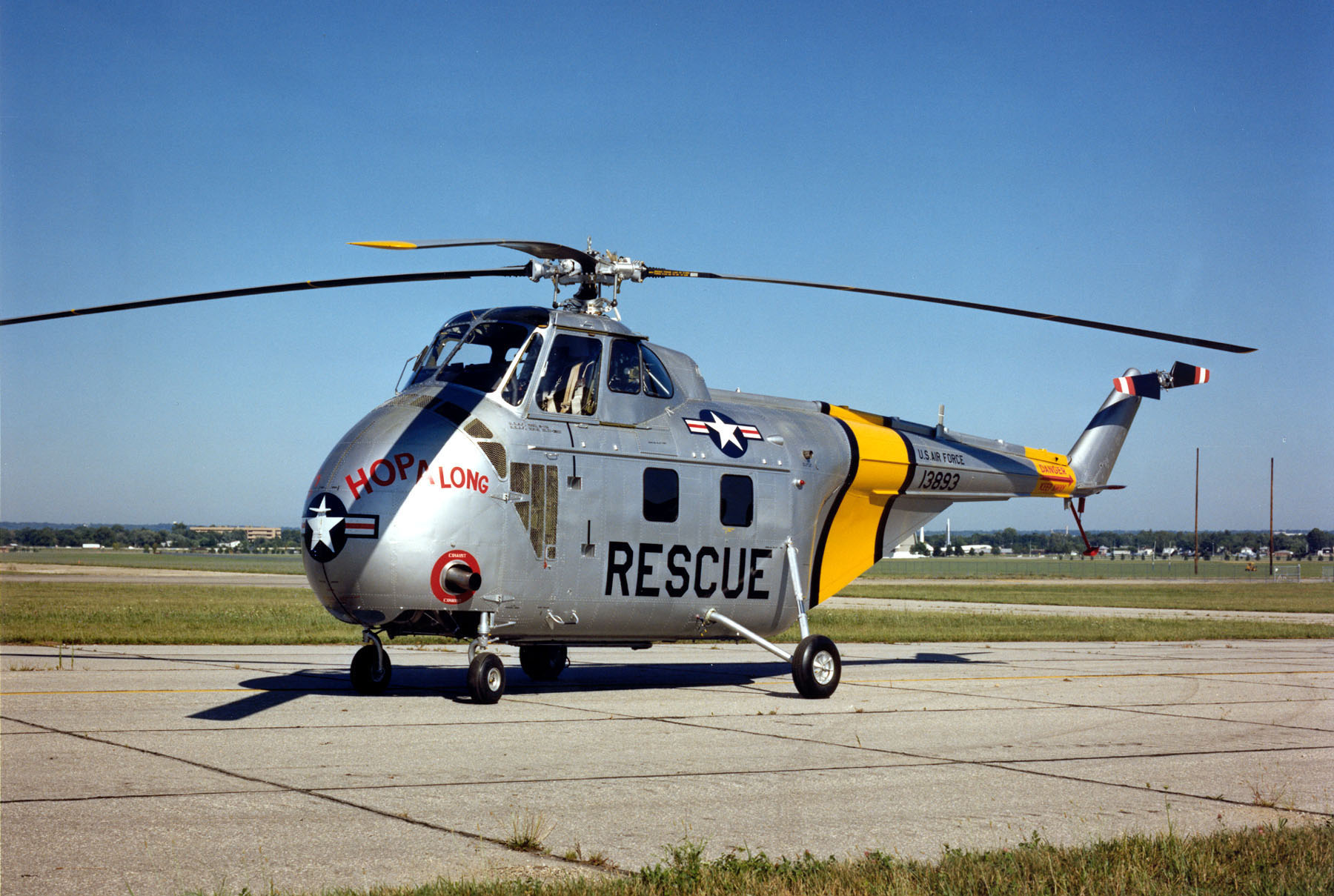
Entre 1965 y 1967, Honduras compró 5 helicópteros Sikorsky S-55 "Chickasaw" que volaron en la FAH durante 23 años cuando finalmente fueron retirados en 1988.

A mediados de la década, Honduras compró 5 helicópteros Sikorsky S-55 "Chickasaw". El primer lote llegó en septiembre de 1965 (FAH-817, FAH-818 y el FAH-819) y el segundo lote (FAH-820 y FAH-821) llegaría un par de años después ya en junio de 1967. Después de 23 años, estas aeronaves serían retiradas del servicio aéreo en 1988.
Estos aviones vieron acción en la llamada Guerra del Fútbol o de "Las Cien Horas" entre las repúblicas de Honduras y El Salvador en 1969. Seguidamente se adquirieron seis aviones tipo North American AT-6 Texan y seis aviones de entrenamiento tipo North American T-6 Texan.
En 1967 la FAH adquiere otros quince aviones del tipo North American T-28A/B. 
El 31 de marzo de 1967 la Fuerza Aérea Hondureña registra el vuelo de mayor distancia que haya realizado hasta la fecha, cuando despegó del aeropuerto de Toncontín con destino a la república de Vietnam del Sur, el avión tipo C-54, matrícula FAH-612, conteniendo material de ayuda humanitaria.

### Década de 1970

#### Época de la aviación a reacción

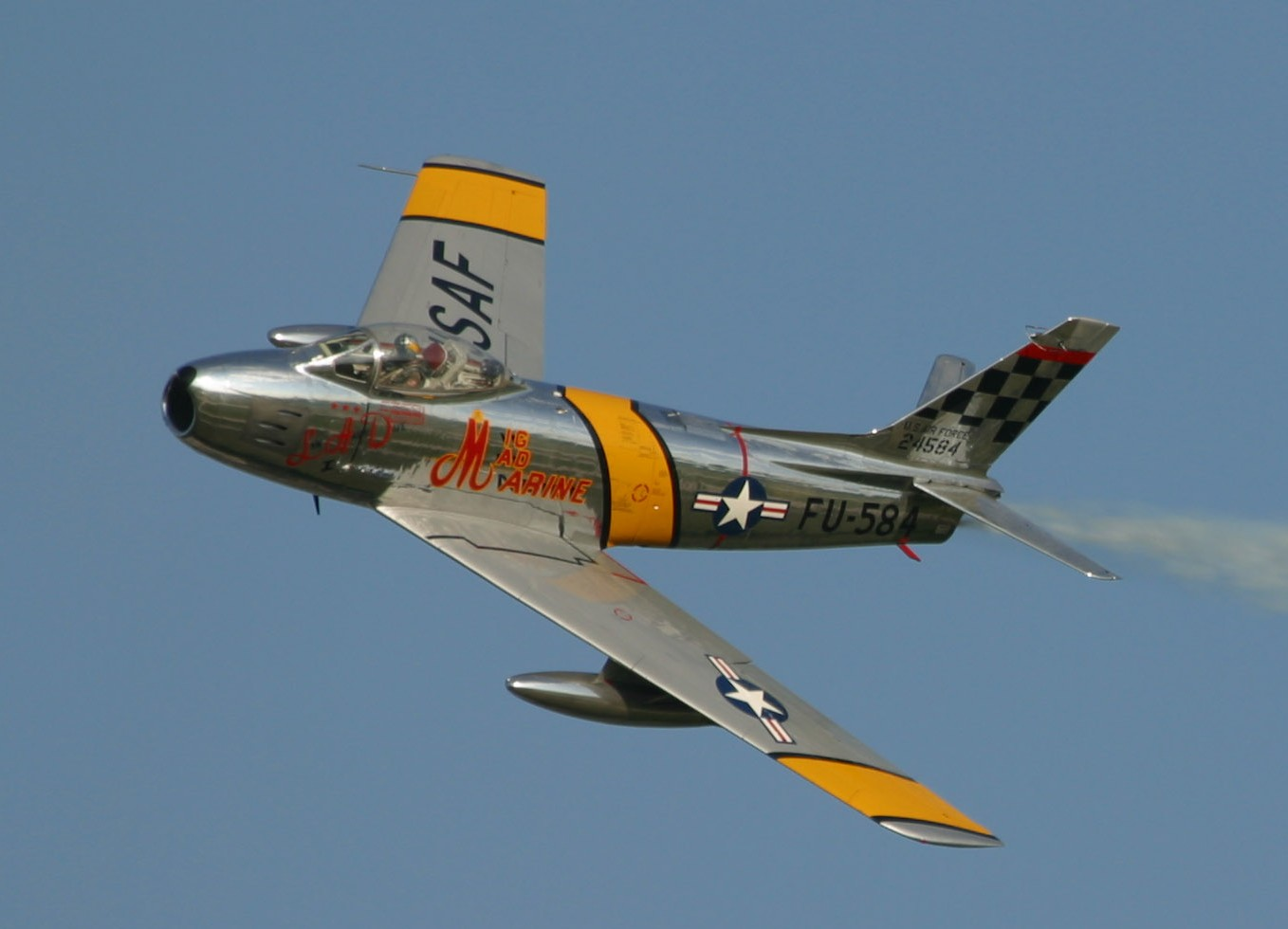
Entre 1970 y 1976, Honduras adquirió de Venezuela y Yugoslavia sus primeros 16 aviones de combate a reacción North American F-86 "Sabre" de fabricación estadounidense para fortalecer su fuerza aérea después de la Guerra del Fútbol. Estas aeronaves volaron con la FAH durante 16 años cuando fueron finalmente retirados en 1986.

Una vez terminada la guerra del Fútbol, cabe recordar que posteriormente Honduras y El Salvador siguieron manteniendo una fuerte tensión bélica armamentística durante toda la década de 1970 al continuar equipando y modernizando cada vez más a sus respectivas fuerzas militares en el ámbito terrestre, aéreo y naval, ya que si bien el cese al fuego había terminado en 1969 después de un acuerdo entre ambas naciones pues todavía no existía una paz definitiva. Finalmente ambos países acordarían firmar el "Tratado General de Paz" recién el 30 de octubre de 1980 en la ciudad de Lima en Perú.
A principios de la década de 1970, la Fuerza Aérea Hondureña ingresa por primera vez a la era del Jet convirtiendo de esa manera a Honduras en el primer país de toda Centroamérica en operar este tipo de aeronaves. Cabe mencionar que una vez apenas finalizada la Guerra del Fútbol contra El Salvador de 1969, la institución militar hondureña decide modernizar su flota de aeronaves y para lograr aquel objetivo se adquirió de Venezuela y Yugoslavia alrededor de unos 16 aviones de combate a reacción North American F-86 "Sabre" de fabricación estadounidense. El primer lote llegaría a Tegucigalpa procedente de Venezuela en el año 1970 y estuvo compuesto por 6 aeronaves en la versión F-86K (FAH-1100, FAH-1101, FAH-1102, FAH-1103, FAH-1104 y FAH-1105).
En 1976, llegó a Honduras procedente de Yugoslavia el segundo y último lote de F-86 "Sabre" conformado por 10 aviones (FAH-3001, FAH-3002, FAH-3003, FAH-3004, FAH-3005, FAH-3006, FAH-3007, FAH-3008, FAH-3009 y el FAH-3010) pero esta vez en la versión F-86E Mk.IV. Después de 16 años en la Fuerza Aérea Hondureña, estas aeronaves fueron finalmente retiradas del servicio aéreo en 1986.

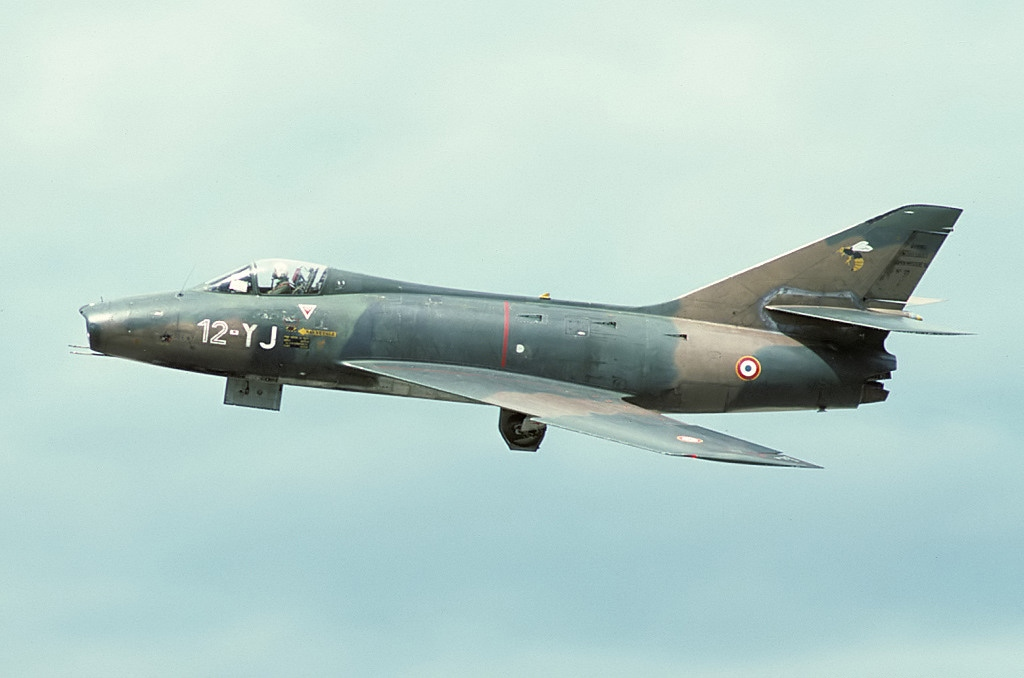
Entre 1976 y 1978, Honduras adquirió de Israel unos 21 aviones cazabombarderos de combate a reacción Dassault Super Mystere de fabricación francesa para fortalecer su fuerza aérea después de la Guerra del Fútbol. Estas aeronaves volaron con la FAH durante 20 años cuando fueron finalmente retirados en 1996.

En 1974 y producto de un crecimiento institucional de la Fuerza Aérea Hondureña se crean: la Bases Aéreas "Coronel Hernán Acosta Mejía", la Base "Coronel Armando Escalón Espinal" y la Comandancia General de la Fuerza Aérea y Estado Mayor General Aéreo; así mismo se produce la separación de la Academia Militar de Aviación (AMA) de la anterior comandancia de esta fuerza. Entre 1976 y 1978 se adquieren otros dieciséis aviones israelíes, del tipo IAI\Dassault Super-Mystere B.2\J-52 S'aar, seis aviones tipo Cessna A-37 Dragonfly nuevos y cincuenta helicópteros UH-1 Iroquois.
Cabe mencionar también que a partir de la década de 1970, la Fuerza Aérea Hondureña empezó a establecer una fuerte conexión con Israel por lo que se adquirió de ese país un importante lote de 21 aviones cazabombarderos de combate Dassault Super Mystere de fabricación francesa. El año 1976, llegó desde Israel hasta Honduras el primer lote de 5 aeronaves (FAH-2001, FAH-2002, FAH-2003, FAH-2004 y el FAH-2005). Al año siguiente en 1977, llegó el segundo lote conformado por otras 8 aeronaves (FAH-2006, FAH-2007, FAH-2008, FAH-2009, FAH-2010, FAH-2011, FAH-2012 y el FAH-2013) y ya finalmente en 1978 llegaría el tercer y último lote de otros 8 aviones (FAH-2014, FAH-2015, FAH-2016, FAH-2017, FAH-2018, FAH-2019, FAH-2020 y el FAH-2021). Esta aeronaves fueron retirados de la FAH en 1996 después de 20 años en servicio. 

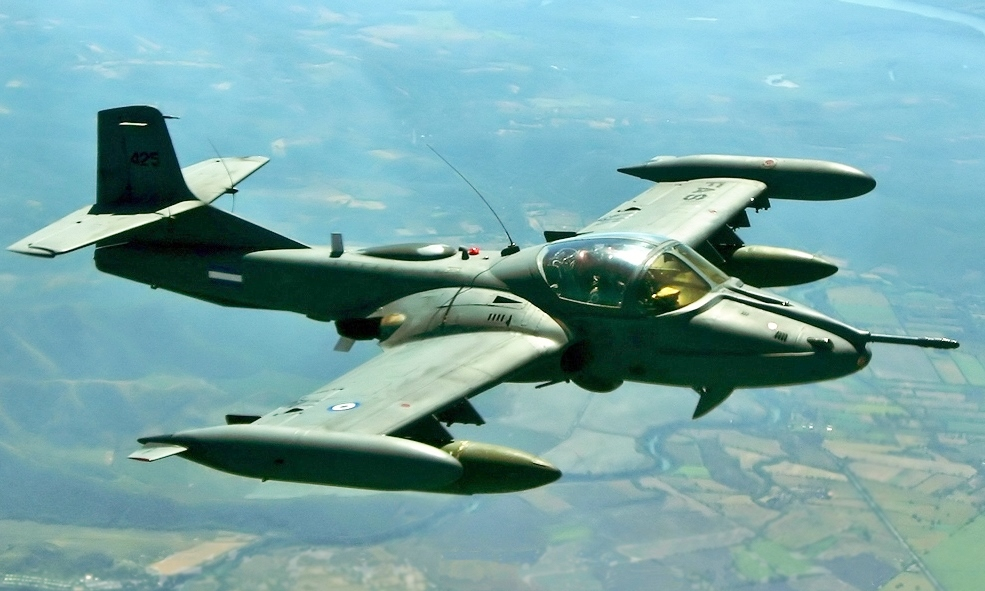
Entre 1975 y 1984, Honduras adquirió de Estados Unidos 17 aviones de combate Cessna A-37 "Dragonfly".

A mediados de la década, Honduras compra de Estados Unidos unos 17 aviones de combate y contrainsurgencia Cessna A-37 "Dragonfly". El primer lote de 6 aviones llegó el año 1975 (FAH-1001, FAH-1002, FAH-1003, FAH-1004, FAH-1005 y el FAH-1006), el segundo lote de otros 6 aviones llega en 1982 (FAH-1007, FAH-1008, FAH-1009, FAH-1010, FAH-1011, FAH-1012) y finalmente el tercer lote llega a Tegucigalpa en septiembre de 1984 (FAH-1014, FAH-1015, FAH-1016, FAH-1017 y el FAH-1018). Hasta la actualidad aún siguen volando en la Fuerza Aérea Hondureña y el año 2020 cumplieron 45 años de servicio.

### Década de 1980
Entre los años 1982 y 1984 se adquiere once aviones tipo Cessna A-37 Dragonfly y cuatro aviones tipo CASA C-101 Aviojet nuevos. En 1985 reciben cinco aviones tipo Lockheed C-130 Hercules; en el año de 1986 se reciben otros diez del tipo Bell 412 nuevos y en 1987 cinco del tipo MD-500 Defender artillados, en 1989 la Fuerza Aérea Hondureña adquiere diez aviones a reacción F-5E y dos aviones F-5F. 

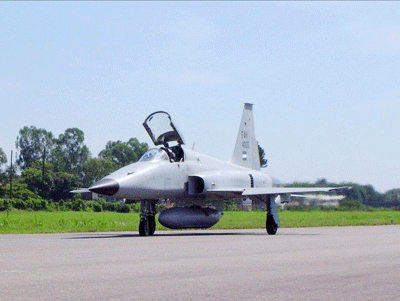
F-5E Tiger II de la FAH.

En 1985 despegó de Honduras un avión Lockheed C-130 Hércules de la FAH conteniendo material humanitario, plasma y agua, con destino a México, después del fatídico Terremoto de México de 1985 ocurrido un 19 de septiembre de ese año. A lo largo de su existencia, ha jugado un papel importante en beneficio de la nación, como la valiosa participación en el año de 1974 tras el paso del Huracán Fifi-Orlene y en 1998, cuando el Huracán Mitch devastó a todo el territorio nacional.

### Década de 1990
Entre los años 2008 y 2012, la Fuerza Aérea Hondureña recibe ocho aviones tipo Maule M-7, que son utilizadas en entrenamiento básico de pilotos.

## Bases
La FAH opera desde bases ubicadas en Tegucigalpa, Comayagua, San Pedro Sula, y La Ceiba. Con la excepción de la Base Aérea Soto Cano, todas las demás bases son de uso dual civil/militar.

### Base aérea José Enrique Soto Cano
Conocida como "Base Aérea Palmerola", está localizada en el departamento de Comayagua. Es utilizada por la Academia Militar de Aviación de Honduras Capitán Raúl Roberto Barahona Lagos (AMA) de la Fuerza Aérea Hondureña, comenzando sus operaciones en 1981. Esta es la base de los aviones de entrenamiento y ataque Embraer EMB-312 Tucano y de los aviones a reacción CASA C-101 Aviojet; también está equipada con helicópteros de entrenamiento Hughes TH-55 Osage.

### Base aérea Hernán Acosta Mejía
Localizada en la capital de la república Tegucigalpa, MDC es la puerta de entrada para la llegada de dignatarios, personalidades y de ayudas internacionales que se reciben en caso de emergencias, fue en estas mismas instalaciones donde inició operaciones la Fuerza Aérea Hondureña, en los años treinta. Es el Centro de Operaciones de Transporte Aéreo tanto de las Fuerzas Armadas como del Gobierno Central. Su misión específica son operaciones de transporte aéreo, búsqueda y salvamento, aeromóviles y transporte de personalidades en el ámbito nacional e internacional. Está dotada de un equipo de transporte que le permite realizar misiones de cooperación y de apoyo en casos necesarios, en sus instalaciones se encuentra el escuadrón de transporte aéreo asignado a la presidencia de la república con el fin de transportar los dignatarios y visitantes distinguidos. Durante el Huracán Mitch, la Base HAM fue el principal centro de acopio de las ayudas internacionales. Fue desde estas instalaciones desde donde se efectuaron centenares de vuelos llevando consigo toda la ayuda. Además de cumplir con las misiones ya mencionadas en 2007, los días miércoles y jueves 5 y 6 de septiembre despegó de Tegucigalpa con destino a Puerto Cabezas, república de Nicaragua un avión C-130 Hércules transportando ayuda humanitaria del gobierno Hondureño para esa nación, que sufrió los embates del Huracán Félix. De igual forma, antes de la llegada de este fenómeno natural a Honduras, la Base HAM transportó centenares de personas del Islas de la Bahía hacia la ciudad de La Ceiba. En el año de 2003 la Base Aérea Coronel Hernán Acosta Mejía incorporó en sus helicópteros un dispositivo especial para combatir desde el aire los incendios.

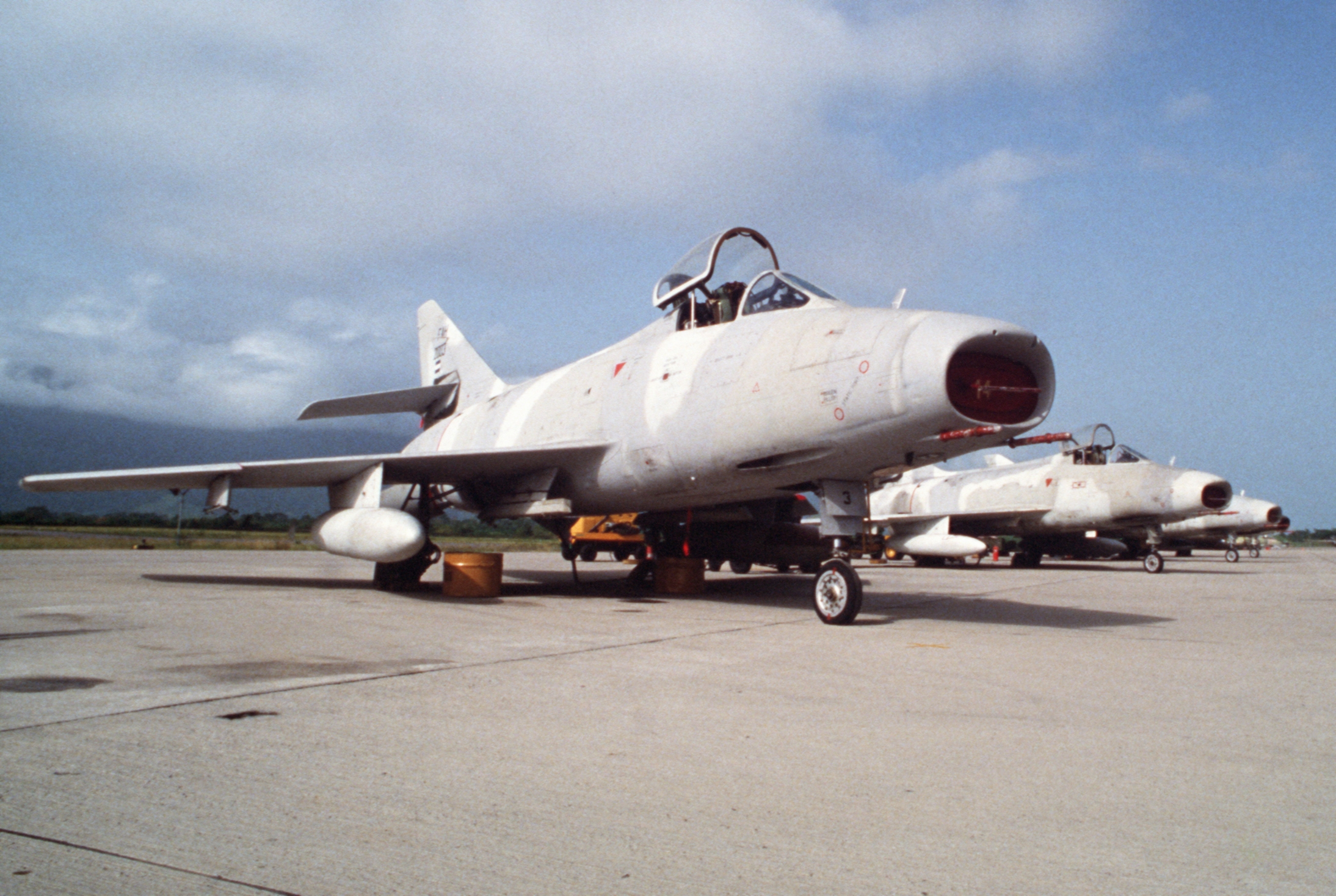
IAI\Dassault Super-Mystere B.2\J-52 S'aar

### Base aérea coronel Armando Escalón Espinal
La base fue creada mediante Acuerdo N.º 00297, es la segunda unidad de aviación militar que se instaló en Honduras en el año 1969. Está ubicada en La Lima, Cortés y surgió a la luz pública con el nombre de Comando Norte, el que más tarde se volvería legendario por ser cuna de hechos y acontecimientos históricos. Los aviones Chance Vought F4U Corsair, North American T-28 Trojan y Lockheed T-33 Shooting Star fueron las primeras aeronaves con las que inicio operaciones este componente estratégico. En 1974 cambia su nombre a Base Aérea Armando Escalón Espinal en honor al ex Comandante de la FAH, quien falleciera trágicamente en un accidente aéreo en 1970. Es en esta Base Aérea donde se realiza la transición de los aviones de hélice a los de turbinas, marcando así un hecho histórico en los anales de la FAH; fue en estas instalaciones donde la institución del aire da inicio a la era del jet y de los vuelos supersónicos al incluir en su inventario una flota de aviones F-86 Sabre, convirtiéndose desde ese momento en pionera a nivel del Istmo en operar estas aeronaves de combate.

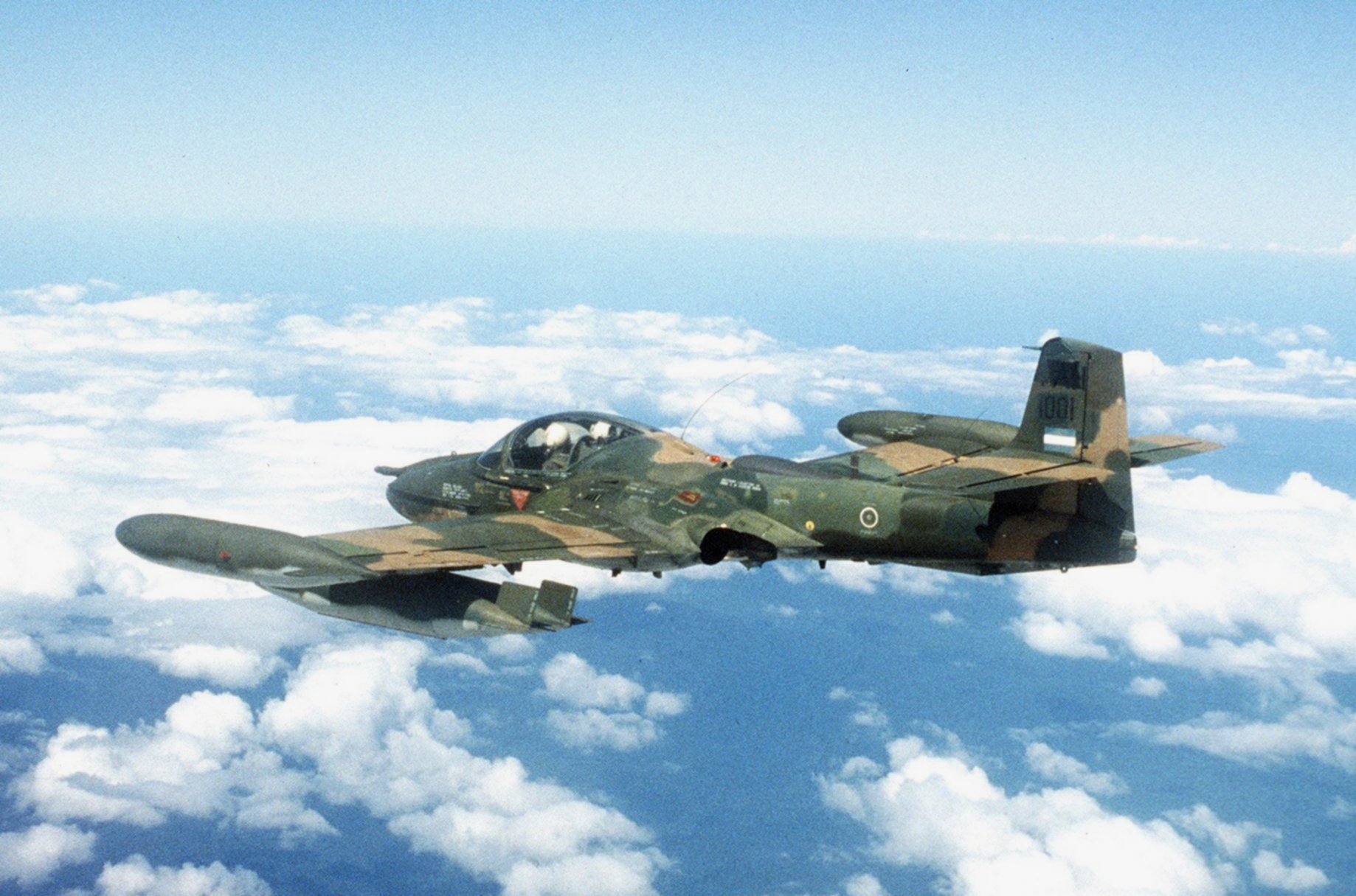
A-37 Dragonfly durante operaciones de entrenamiento conjuntas con la USAF en 1983.

Actualmente está equipada con una flota de aviones Cessna A-37 Dragonfly, con los cuales esta fuerza combate al narcotráfico, interceptando aeronaves que usan el espacio aéreo como vía de tránsito.

### Base aérea Héctor Caraccioli Moncada
Ubicada en la ciudad de La Ceiba, departamento de Atlántida, es la unidad estratégica de las Fuerzas Armadas. Es cuna de pilotos aviadores militares de las aeronaves de combate a reacción, como lo son los aviones F-5E y F-5F. Fue creada un 25 de octubre del año de 1978, siendo comandante general de la Fuerza Aérea Hondureña en ese entonces el coronel de aviación Domingo Antonio Álvarez Cruz.
Esta Base aérea fue bautizada por el coronel Enrique Soto Cano, siendo él, aún comandante de la FAH, en reconocimiento y memoria del piloto militar y ex comandante de la institución aérea Coronel Héctor Caraccioli Moncada quien comandó los destinos de esta fuerza desde mayo de 1955 a octubre de 1956.
De igual manera la Fuerza Aérea Hondureña mantiene una lucha permanente para contrarrestar el narcotráfico y crimen organizado algunos organismos hondureños y algunas ONG internacionales de Derechos Humanos, han puesto al gobierno de Honduras contra la pared, por una parte solicitan acabar con el narcotráfico y por otra la aplicación de la Ley sobre el derribo de aviones civiles, en cuanto a leyes o normas nacionales de menor jerarquía incompatibles con el Derecho Internacional se refieren.

## Equipamiento
| Aeronaves de combate       | Aeronaves de combate | Aeronaves de combate                  | Aeronaves de combate                        | Aeronaves de combate | Aeronaves de combate |
| Aeronave                   | País de origen       | Tipo                                  | Variante                                    | Cantidad             | Notas |
| -------------------------- | -------------------- | ------------------------------------- | ------------------------------------------- | -------------------- | --- |
| Northrop F-5               | Estados Unidos       | Caza de combate                       | F-5E                                        | 9                    | 1 en almacenamiento, esperando repotenciación |
| Cessna A-37                | Estados Unidos       | Contrainsurgencia / Ataque/Bombardero | A-37/ A-37B                                 | 8                    | 2 en almacenamiento |
| Reconocimiento             |                      |                                       |                                             |                      | |
| Super King Air             | Estados Unidos       | Vigilancia                            | 200                                         | 1                    | Vigilancia marítima |
| A-37 Dragonfly             | Estados Unidos       | Vigilancia y reconocimiento           | OA-37B                                      | 4                    | Es una versión reconvertida del A-37B de ataque, Honduras posee 4 para vigilancia. Honduras llegó a tener 17 A-37, pero en la actualidad cuánta con solo 12, y 4 de estos reconvertidos para vigilancia de fronteras. |
| Transporte                 |                      |                                       |                                             |                      | |
| Cessna 208                 | Estados Unidos       | Transporte /Utilitario                | EX                                          | 5                    | |
| Cesnna 180                 | Estados Unidos       | Transporte/Utilitario                 |                                             | 1                    | |
| Embraer Legacy 600         | Brasil               | Transporte                            |                                             | 1                    | Anteriormente avión presidencial a uso completo. |
| Cessna 182 Skylane         | Estados Unidos       | Utilitario                            |                                             | 2                    | |
| Cessna 210 Turbo Centurion | Estados Unidos       | Transporte/Utilitario                 | 210DM, 210M Centurión II y 210N Centuron II | 4                    | |
| Piper PA-31                | Estados Unidos       | Utilitario                            |                                             | 3                    | |
| Turbo Commander            | Estados Unidos       | Transporte                            |                                             | 3                    | |
| Let L-410 Turbolet         | República Checa      | Transporte / Utilitario               |                                             | 2                    | |
| Piper PA-34                | Estados Unidos       | Utilitario                            |                                             | 1                    | |
| Piper PA-28 Cherokee       | Estados Unidos       | Utilitario                            |                                             | 1                    | |
| Piper PA-42 Cheyenne II    | Estados Unidos       | Transporte/Utilitario                 |                                             | 1                    | Versión agrandado. |
| Helicópteros               |                      |                                       |                                             |                      | |
| Bell 412                   | Estados Unidos       | Utilitario / VIP                      |                                             | 9                    | Una aeronave para uso presidencial y 4 para el uso de la Armada de Honduras |
| Bell UH-1                  | Estados Unidos       | Utilitario                            |                                             | 12                   | 6 en pedidos |
| Airbus H145                | Alemania             | Utilitario                            | H145D3                                      | 2                    | 4 en pedido |
| MBB Bo 105                 | Alemania             | Utilitario                            |                                             | 1                    | Operado por la Armada de Honduras |
| Entrenamiento              |                      |                                       |                                             |                      | |
| F-5F Tiger II              | Estados Unidos       | Caza de combate/Enfrentamiento        | F-5F                                        | 2                    | |
| Casa C-101 Aviojet         | España               | Avion de ataque/ Entrenamiento        | 101BB                                       | 4                    | En la base Soto Cano |
| EMB-312 Tucano             | Brasil               | Ataque/ Contrainsurgencia             |                                             | 8                    | 5 en reserva, 2 esperando repotenciación. |
| Cessna 172 Skyhawk         | Estados Unidos       | Entretenimiento Avionetas             |                                             | 3                    | Entrenamiento para pilotos de avionetas. |
| Maule                      | Estados Unidos       | Entrenamiento                         | MX-7-182                                    | 6                    | |
| Let L-410 Turbolet         | República Checa      | Entrenamiento                         |                                             | 1                    | |

| Vehículos aéreos no tripulados | Vehículos aéreos no tripulados | Vehículos aéreos no tripulados | Vehículos aéreos no tripulados | Vehículos aéreos no tripulados | Vehículos aéreos no tripulados      |
| Aeronave                       | País de origen                 | Tipo                           | Variante                       | Cantidad                       | Notas                               |
| ------------------------------ | ------------------------------ | ------------------------------ | ------------------------------ | ------------------------------ | ----------------------------------- |
| Skylark III                    | Israel                         | Drone de Reconocimiento        | lll                            | 6                              |                                     |
| Orbor 2                        | Israel                         | Drone de alerta y vigilancia   |                                | 2                              |                                     |
| Black Eagle-50                 | Israel                         | Drone Helicóptero Militar      |                                | 1                              | Operado por la armada de Honduras m |

## Comandantes de la fuerza aérea
| Orden | Comandante                                         | Inicio de mandato       | Fin del mandato         |
| ----- | -------------------------------------------------- | ----------------------- | ----------------------- |
| 1     | General del Aire William C. Brooks                 | febrero de 1936         | octubre de 1937         |
| 2     | General del Aire Luis Alonso Fiallos               | octubre de 1937         | febrero de 1938         |
| 3     | Mayor Malcon H. Stewart                            | febrero de 1938         | febrero de 1941         |
| 4     | Coronel Harold A. White                            | marzo de 1941           | julio de 1944           |
| 5     | Mayor Malcon H. Stewart                            | junio de 1944           | julio de 1947           |
| 6     | Coronel Hernán Acosta Mejía                        | julio de 1947           | mayo de 1955            |
| 7     | Coronel Héctor Caraccioli Moncada                  | mayo de 1955            | octubre de 1956         |
| 8     | Coronel Armando Escalón Espinal                    | octubre de 1956         | marzo de 1965           |
| 9     | Coronel José Enrique Soto Cano                     | marzo de 1965           | marzo de 1975           |
| 10    | Coronel Domingo Álvarez Cruz                       | abril de 1975           | agosto de 1980          |
| 11    | General Walter López Reyez                         | agosto de 1980          | abril de 1984           |
| 12    | Coronel Francisco Zepeda Andino                    | abril de 1984           | febrero de 1986         |
| 13    | General Edgardo Mejía Ramírez                      | febrero de 1986         | febrero de 1990         |
| 14    | Coronel Roberto Mendoza Garay                      | febrero de 1990         | enero de 1991           |
| 15    | General Héctor Castro Cabus                        | enero de 1991           | junio de 1994           |
| 16    | General Óscar Alfonso Servellón Moradel            | junio de 1994           | noviembre de 1998       |
| 17    | Coronel José Alfredo San Martín Flores             | noviembre de 1998       | febrero de 2000         |
| 18    | General Gerardo Enrique Carvajal Midence           | febrero de 2000         | agosto de 2001          |
| 19    | Coronel Carlos Humberto Ramos Núñez                | septiembre de 2001      | marzo de 2003           |
| 20    | Coronel Manuel Enrique Cáceres Díaz                | marzo de 2003           | agosto de 2005          |
| 21    | General Brigada Venancio Cervantes Suazo           | septiembre de 2005      | diciembre de 2007       |
| 22    | General de Brigada Luis Javier Prince Suazo        | diciembre de 2007       | diciembre de 2009       |
| 23    | Coronel de Aviación Marco Vitelio Castillo Brown   | diciembre de 2009       | diciembre de 2010       |
| 24    | General de Brigada Ruis Pastor Landa Dubón         | enero de 2011           | septiembre de 2012      |
| 25    | General de Brigada Miguel Palacios Romero          | 3 de septiembre de 2012 | 21 de diciembre de 2013 |
| 26    | General de Brigada Jorge Alberto Fernández López   | 21 de diciembre de 2013 | 21 de diciembre de 2015 |
| 27    | General de Brigada José Luis Sauceda Sierra        | 21 de diciembre de 2015 | 2019                    |
| 28    | General de Brigada Javier René Barrientos Alvarado | 2020                    | En el cargo             |

## Guerras
- Segunda Guerra Mundial
- Guerra del Fútbol
- Guerra de Mocoron
- Guerra Fría
- Enfrentamientos contra el ejército popular Sandinista